# Helmut Klapper (Biologe)
Helmut Klapper (* 2. Juni 1932 in Rutenau; † 19. Juni 2019) war ein deutscher Limnologe.

## Leben
Er studierte in Leipzig von 1951 bis 1956 Biologie. In der Diplomarbeit bei Arno Wetzel untersuchte er unter limnologischen Aspekten die Einläufen und Vorbecken der Saidenbach-Talsperre. Ab 1956 arbeitete er im VEB Wasserwirtschaft Magdeburg. Nach der Promotion 1962 und der Habilitation 1978 an der TU Dresden, an der er auch als Gastdozent wirkte, war er nach der deutschen Wiedervereinigung als Abteilungsleiter Standgewässerforschung im neu gegründeten Institut für Gewässerforschung des GKSS-Forschungszentrums tätig. 1990 wurde Klapper zum Mitglied der Akademie gemeinnütziger Wissenschaften zu Erfurt ernannt. Die Martin-Luther-Universität Halle-Wittenberg berief ihn 1992 zum Honorarprofessor.

## Schriften (Auswahl)
- Zur Problematik der biologischen Wasseranalyse. Ergebnisse ökologischer Untersuchgen im Großeinzugsgebiet Mittlere Elbe-Sude-Elde. Leipzig 1962, OCLC 73986015.
- Wasserwirtschaftliche Grundlagen für Bauingenieure. Karl-Marx-Stadt 1968, OCLC 72214848.
- Möglichkeiten und Effektivität der Sanierung von Talsperren und Seen. 1977, OCLC 313738849.
- Eutrophierung und Gewässerschutz. Wassergütebewirtschaftung. Schutz und Sanierung von Binnengewässern. Mit 49 Tabellen. Jena 1992, ISBN 3-334-00394-9.